# Йоган Гарменберг
Йоган Гарменберг (8 вересня 1954 , Стокгольм ) — шведський фехтувальник на шпагах, олімпійський чемпіон 1980 року.

## Виступи на Олімпіадах
| Олімпіада   | Дисципліна          | Місце |
| ----------- | ------------------- | ----- |
| Москва 1980 | індивідуальна шпага | 1     |
| Москва 1980 | командна шпага      | 5     |